# Rhynchophanes mccownii
Lo zigolo di McCown (Rhynchophanes mccownii (Lawrence, 1851)) è un uccello passeriforme della famiglia Calcariidae, nell'ambito della quale rappresenta l'unica specie ascritta al genere Rhynchophanes Baird, 1858.

## Etimologia
Il nome scientifico del genere, Rhynchophanes, deriva dall'unione delle parole greche ῥυγχος (rhynchos/rhunkhos, "becco") e φαινω (phainō, "mostrare"), in riferimento al becco largo e glabro alla base: il nome della specie, mccownii, rappresenta (come del resto il suo nome comune) un omaggio al generale confederato John P. McCown, naturalista dilettante che procurò gli esemplari poi utilizzati per descrivere scientificamente la specie.

## Descrizione

### Dimensioni
Misura 24,7-26,7 cm di lunghezza: a parità d'età, i maschi sono leggermente più grossi e pesanti rispetto alle femmine.

### Aspetto

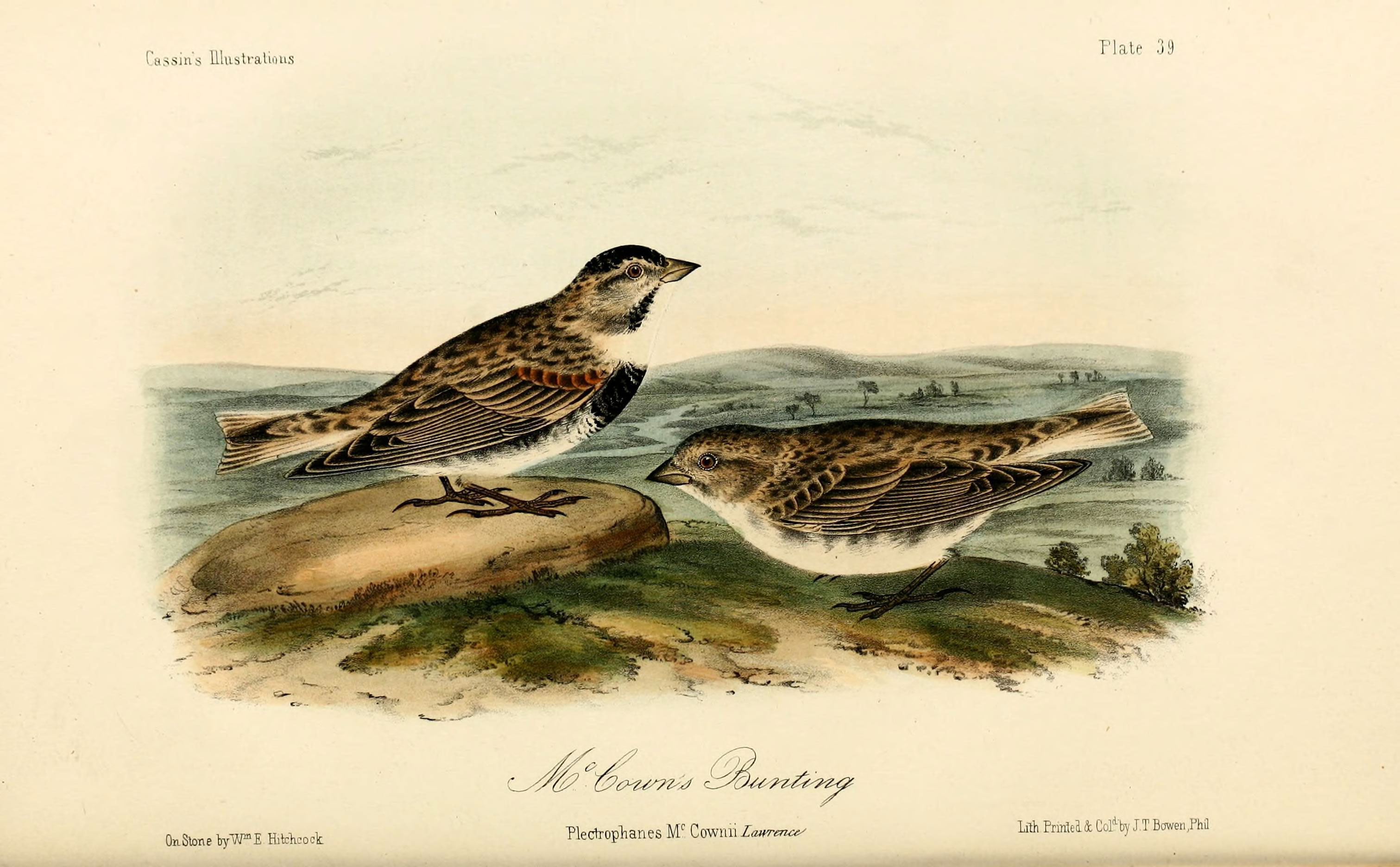
Illustrazione di coppia (maschio a sin).

Si tratta di uccelli dall'aspetto robusto e massiccio, muniti di testa squadrata, grosso becco conico robusto ma appuntito, ali anch'esse di forma appuntita, coda piuttosto corta e dall'estremità lievemente forcuta e zampe forti.
Il piumaggio presenta dimorfismo sessuale, ben evidente in particolare durante la stagione riproduttiva. Le femmine presentano livrea di colore bruno-grigiastro su testa, dorso, ali e parte centrale della coda, con le singole penne munite di punta nerastra a dare un aspetto screziato al piumaggio: le penne delle ali sono nel complesso più scure, con le remiganti bruno-nerastre, mentre i fianchi sono nerastri. La gola, il petto ed il ventre sono di colore biancastro, così come bianche sono le penne della coda, che presentano però parte centrale nerastra.

I maschi presentano livrea nel complesso simile a quella delle femmine, ma con presenza di sopracciglio e mustacchio bianco sulla faccia, fronte e vertice neri, così come nero è il petto, mentre le copritrici sono di color nocciola (mantenendo però l'orlo scuro tipico del piumaggio dorsale) ed il nero dei fianchi è più marcato: in generale, nei maschi la livrea tende più al grigio ed i colori sono più "puliti" e meno screziati, soprattutto durante la stagione riproduttiva.
In ambedue i sessi il becco e le zampe sono di color nerastro, mentre gli occhi sono di colore bruno scuro.

## Biologia
Si tratta di uccelli dalle abitudini diurne e gregarie, che si spostano in stormi molto mobili, che rimangono nella stessa zona solo per poco tempo prima di spostarsi in altre aree alla ricerca di cibo: non di rado, questi uccelli si aggregano a stormi più consistenti di natura mista, assieme ad altre specie dalle abitudini di vita simili.
Durante la stagione degli amori i maschi emettono (generalmente in volo o, se possibile, da posatoi in rilievo quali rocce o alberi) un piacevole canto cinguettante dalla funzione territoriale, mentre durante il resto dell'anno gli zigoli di McCown sono piuttosto silenti e comunicano fra di loro mediante richiami di contatto aspri e corti.

### Alimentazione
Lo zigolo di McCown è un uccello granivoro, la cui dieta si compone per la maggior parte dell'anno di semi e granaglie di piante erbacee rinvenuti al suolo: di tanto in tanto, questi animali si nutrono anche di piccoli insetti (generalmente moscerini catturati al volo), soprattutto durante il periodo riproduttivo.

### Riproduzione
Si tratta di uccelli monogami (raramente il maschio può presentare bigamia), nei quali però la maggior parte delle operazioni connesse alla riproduzione sono a carico della femmina, col maschio che si occupa di tenere a bada i dintorni pattugliando in volo il territorio: durante il periodo riproduttivo, infatti, le coppie si isolano dagli stormi d'appartenenza e divengono territoriali.

La stagione degli amori va da maggio a luglio, periodo durante il quale viene generalmente portata avanti una singola covata, sebbene non di rado le coppie tentino di cominciarne una seconda.
Il nido è a forma di coppa e viene ricavato da una buca nel terreno, che viene foderata dalla femmina con steli d'erba ed isolata termicamente con piumino: al suo interno la femmina depone 3-4 uova, che cova da sola per circa due settimane, al termine delle quali schiudono pulli ciechi ed implumi.

I nidiacei vengono accuditi da ambedue i genitori, che li imbeccano quasi esclusivamente con cibo di origine animale: essi cominciano ad avventurarsi fuori dal nido a una decina di giorni dalla schiusa, mentre l'involo vero e proprio avviene a cirva tre settimane di vita. Dopo avere imparato a volare, i giovani continuano a rimanere presso il nido ancora per una ventina di giorni, seguendo i genitori nei loro spostamenti, prima di rendersi indipendenti.

## Distribuzione e habitat

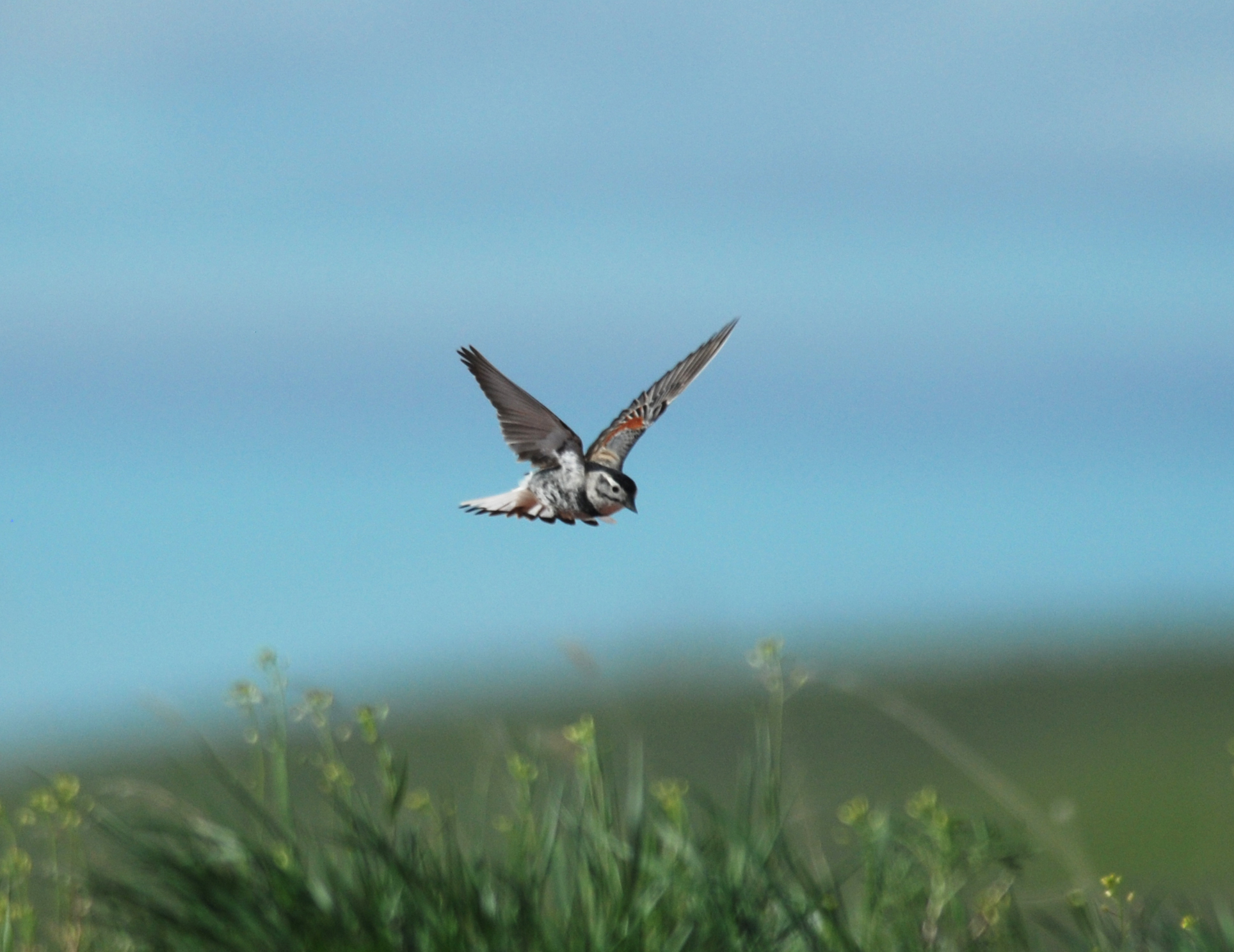
Maschio in volo nel sud del Canada.

Lo zigolo di McCown è diffuso nelle Grandi Pianure americane, delle quali popola la porzione settentrionale (praterie canadesi in Alberta sud-orientale, Saskatchewan e recentemente anche Ontario, Montana, Dakota del Nord e Dakota del Sud occidentali, Wyoming, Colorado centrale e settentrionale e propaggini occidentali del Nebraska) durante il periodo estivo, migrando poi a sud per svernare negli Stati Uniti sud-occidentali (Texas, Oklahoma Panhandle, Nuovo Messico e Arizona, con stormi isolati che si spingono fino in California meridionale, Colorado sud-orientale e Kansas occidentale) ed nel nord del Messico fino agli stati di Durango e Zacatecas.
L'habitat di questi uccelli è rappresentato dalle praterie erbose, con preferenza per le aree semiaride a copertura di erbe basse: la specie non beneficia della presenza dell'uomo, e anzi il suo numero tende a diminuire in caso di antropizzazione.